# 浅田隆子
- 浅田隆子[1]
- 淺田隆子[2]

浅田 隆子（あさだ たかこ、1912年〈明治45年〉5月19日 - 1993年〈平成5年〉10月24日）は、日本の福祉活動家。大分県中津市の児童養護施設・社会福祉法人清浄園の元園長。700人以上の孤児たちや恵まれない子供たちの育成に挺身した人物。滋賀県出身。　

## 人物歴
旧制神戸女学校を卒業後、1932年（昭和7年）から東京市の社会局に勤務し、生活保護関係の仕事に就いた。米一粒すらない貧しい家庭を目にし、東京の中心部にもそのような生活があることに衝撃を受けた。
戦中に、父の故郷である大分県中津市に疎開。親を失った子供たちが駅や神社の境内に群れる姿を見て、保母になることを決意した。終戦後の1948年（昭和23年）、前年に開園したばかりの清浄園の職員（保母）となり、社会福祉という言葉がまだ一般的でなかった時代から、恵まれない子供たちや孤児の母親を務め始めた。
食糧難の時代には、食糧を求めて隣町まで大八車を引くこともあり、徳用マッチの行商や露天商も経験した。園児と青果市場の掃除をして野菜をもらうこともあった。当時の姿は後に「雛鳥に餌をやるツバメにそっくり」と言われた。一方で身内の者は後に「何回『やめようか』と言っていたか、わからない」と、浅田の苦労ぶりを振り返っている。
1961年（昭和36年）には園長に就任し、園児たちと寝食を共にしながら施設の運営を続けた。園児たちに愛を注ぐ一方、卒園後に社会に出ても適応できるようにと、躾は厳しかった。園児には浅田が不動明王に見えたともいい、卒園者たちの生活にも影響を及ぼした。その姿は児童福祉の草分けとして社会福祉事業育成に寄与したとして評価されており、1983年（昭和58年）に勲六等宝冠章を受章、1992年（平成4年）には第26回吉川英治文化賞を受賞した。
晩年になっても心臓病の売薬をポケットに入れ、仕事一筋であった。卒園者たちの結婚や生活の悩みの相談にも乗っていた。1993年10月24日、満81歳で死去。「我が子を持つと子供たちへの愛が薄れる」「愛が散らばれば、この仕事はできない」との理由で、生涯独身であった。浅田のもとで育った子供たちの数は、最終的に700人以上に昇っていた。常に園児が寝つくのを見届ける生活だったため、卒園者や園児たちは、浅田の死去で初めて彼女の寝顔を見たという。